# Barrô (Resende)
Barrô is een plaats (freguesia) in de Portugese gemeente Resende en telt 1035 inwoners (2001).

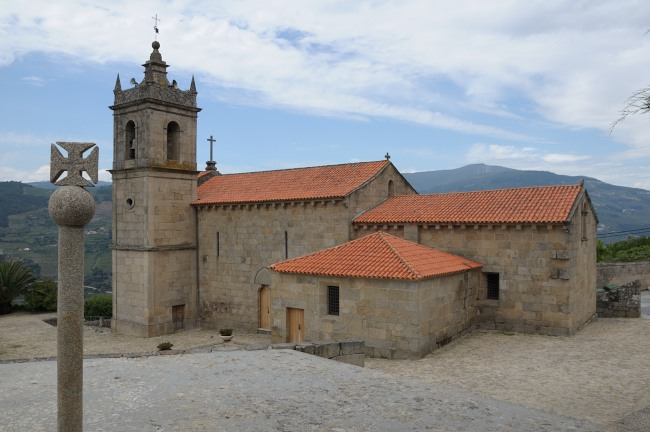
Barrô. Igreja de Nossa Senhora da Assunção